# Доленц, Эми
Э́ми Блю́белл До́ленц (англ. Ami Bluebell Dolenz; 8 января 1969, Бербанк, Калифорния, США) — американская актриса и кинопродюсер.

## Биография
Эми Блюбелл Доленц родилась 8 января 1969 года в Бербанке (штат Калифорния, США) в семье актёров Микки Доленца (род.1945) и Саманты Джаст (род.1944), которые были женаты в 1968—1975 года. У Эми есть трое младших сводных сестёр по отцу от его второго брака с Триной Доленц: Шарлотт Джанель Доленц (род.1981), Эмили Клэр Доленц (род.1983) и Джорджия Роуз Доленц (род.1984).
В 17 лет Эми бросила среднюю школу, но позже, пожалев о своём решении, она начала заниматься с репетитором, чтобы в итоге получить среднее образование.

## Карьера
Эми дебютировала в кино в 1985 году, начав играть роль Линды в телесериале «Растущая боль», в котором она снималась до 1986 года. Всего она сыграла в 46-ти фильмах и телесериалах.
В 2007 году Эми дебютировала в качестве продюсера с фильмом «Даже если», в котором она также сыграла роль Кейт.

## Личная жизнь
С 10 августа 2002 года Эми замужем за актёром Джерри Тримблом (род.1963).

## Фильмография

### Актриса
| Год       |   | Русское название                  | Оригинальное название              | Роль                     |
| --------- | - | --------------------------------- | ---------------------------------- | ------------------------ |
| 1985—1986 | с | Растущая боль                     | Growing Pains                      | Линда                    |
| 1987      | ф | Любовь нельзя купить              | Can’t Buy Me Love                  | Фрэн                     |
| 1987—1989 | с | Главный госпиталь                 | General Hospital                   | Мелисса МакКи / Hardball |
| 1989      | ф | Она неуправляема                  | She’s Out of Control               | Кэти Симпсон             |
| 1989      | с | Тёртый калач                      | Оригинальное название неизвестно   |                          |
| 1990      | с | Город демонов                     | Glory Days                         | Тэмми                    |
| 1991      | ф | Дети ночи                         | Children of the Night              | Люси Баретт              |
| 1992      | ф | Чудо-пляж                         | Miracle Beach                      | Джинни Питерсон          |
| 1993      | ф | Белые волки: Крик дикой природы 2 | White Wolves: A Cry in the Wild II | Кара Джонс               |
| 1993      | ф | Колдовская доска 2                | Witchboard 2: The Devil’s Doorway  | Пейдж                    |
| 1993      | с | Она написала убийство             | Murder, She Wrote                  | Трейси Нобл              |
| 1994      | ф | Смертельная опасность             | To Die, to Sleep                   | Кэти                     |
| 1994      | ф | Тыквоголовый 2                    | Pumpkinhead II: Blood Wings        | Дженни Брэддок           |
| 1995      | ф | Школа жизни                       | Life 101                           | Джой                     |
| 2007      | ф | Даже если                         | Even If                            | Кейт                     |
| 2010      | с | Правила совместной жизни          | Rules of Engagement                | Лори                     |

### Продюсер
- 2007 — «Даже если»/Even If